# Bauhinia argentinensis
Bauhinia argentinensis är en ärtväxtart som beskrevs av Arturo Erhardo Erardo Burkart. Bauhinia argentinensis ingår i släktet Bauhinia och familjen ärtväxter.

## Underarter
Arten delas in i följande underarter:
- B. a. argentinensis
- B. a. megasiphon